# Wełkowci (obwód Wielkie Tyrnowo)
Wełkowci (bułg. Велковци) – wieś w Bułgarii, w obwodzie Wielkie Tyrnowo, w gminie Elena. W 2024 roku liczyła 11 mieszkańców.